# Passeiertal
Het Passeiertal of kortweg Passeier (Italiaans: Val Passiria) is een dal in het Italiaanse Zuid-Tirol, ten noorden van Meran.
Het dal beslaat de gemeentegebieden van Moos, St. Leonhard en St. Martin. Qua oppervlakte is de gemeente Moos de grootste, qua inwoneraantal St. Leonhard. Andere belangrijke plaatsen in de omgeving zijn Riffian en Saltaus.
In het Passeiertal ligt een deel van het Naturpark Texelgruppe. Het Passeiertal wordt soms opgedeeld in Hinter- en Vorderpasseier waarbij de laatste groter is en een kleiner hoogteverval kent.
Het Passeiertal wordt ontwaterd door de rivier de Passer, die in Meran in de Adige uitmondt. Het Passeiertal reikt vanaf hier tot aan de bergpas Timmelsjoch, die richting Sölden in het Oostenrijkse Ötztal loopt.
De Tiroler volksheld Andreas Hofer is geboren in het Passeiertal. De voertaal in het dal is meestal Duits.